# Hamish Glencross

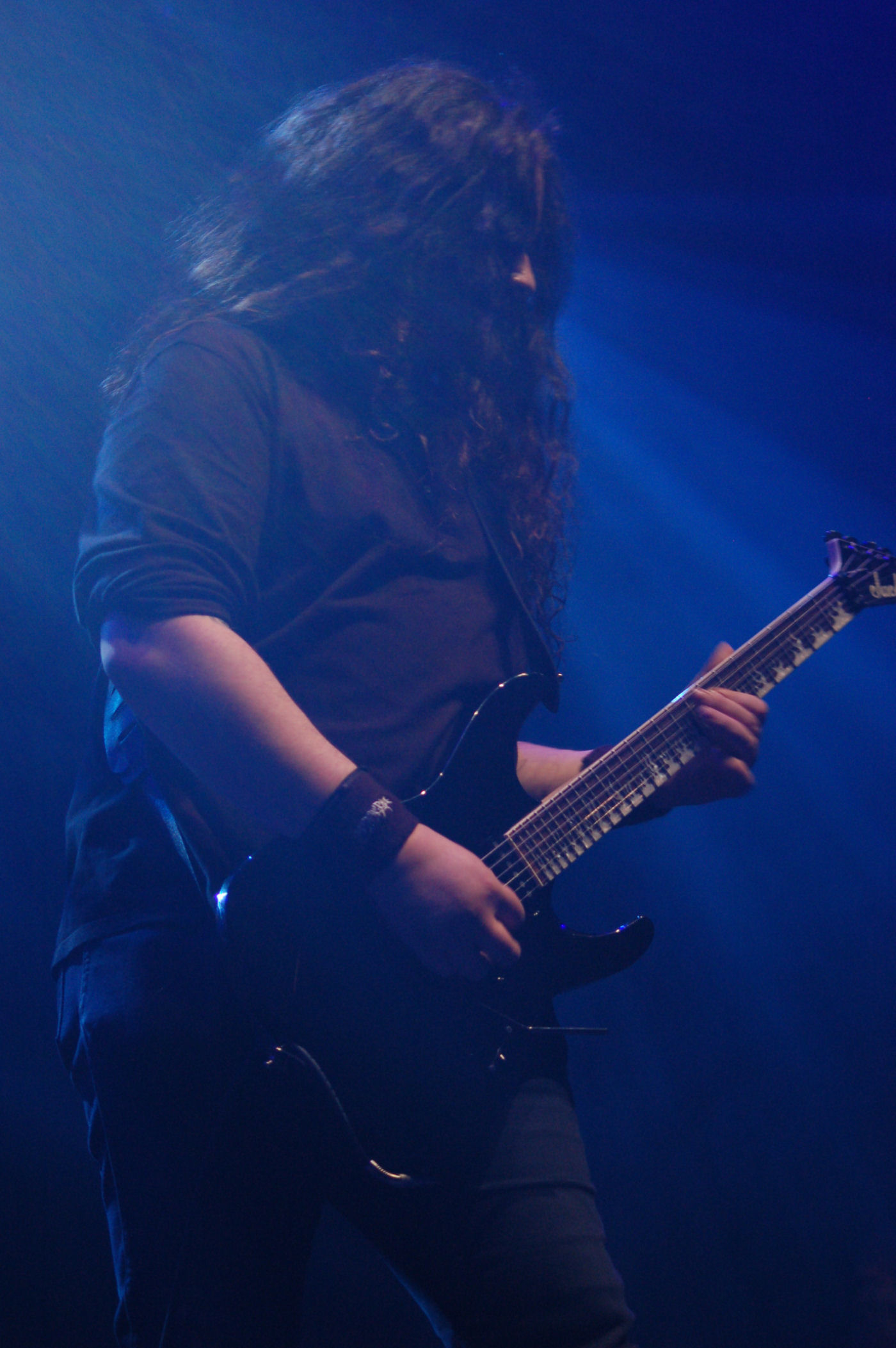
Hamish Glencross en el festival Metalmania 2007.

Hamish Glencross (Inglaterra; 13 de febrero de 1978). Es uno de los guitarristas del grupo británico de doom metal, My Dying Bride.
Hamish, remplazó a Calvin Robertshaw, en 1999, y ha sido uno de los miembros oficiales de la banda hasta hoy. Anteriormente, formó parte del grupo británico Seer's Tears y él grupo de doom metal Solstice.

## Equipamiento
- Guitarras Jackson
- Procesadores Line 6
- Amplificador Marshall

- Datos: Q2525225